# Aureliano del Pino
Aureliano del Pino (Granada, ~1863-mort abans del 1892) fou un músic andalús del Romanticisme. Era un notable guitarrista i els deures del servei militar el dugueren a Catalunya i al nord d'Espanya, on tingué ocasió d'escoltar els cors i orfeons tant abundants en aquests llocs. Des de llavors pensà en dotar la seva ciutat natal d'una entitat semblant, i en retornar a Granada proposà la idea al Circulo Artístico, que l'acollí amb entusiasme, i després d'un any de laboriosa preparació, el 1888, es presentà al públic el primer Orfeó Granadí, compost d'estudiants i artesans, i dirigits pel jove mestre del Pino. L'èxit fou tant gran com merescut i la novella entitat va recórrer en breu temps totes les etapes d'un camí triomfal, però la mort prematura del mestre trunca la seva obra i l'Orfeó Granadí va viure un cert temps d'esllanguiment i acabà també per desaparèixer. Tots els esforços que es varen fer després per a ressuscitar l'intent de del Pino, foren en va, fins a l'any 2003 en què es creà l'Orfeón de Granada.